# Mai Hontama
Mai Hontama (ur. 30 sierpnia 1999) – japońska tenisistka.

## Kariera tenisowa
W swojej karierze zwyciężyła w czterech singlowych i pięciu deblowych turniejach rangi ITF. Najwyżej w rankingu WTA była sklasyfikowana na 105. miejscu w singlu (5 sierpnia 2024) oraz 109. w deblu (6 listopada 2023).

## Finały turniejów WTA
| Legenda                   | Legenda |
| ------------------------- | ------- |
| Wielki Szlem              |         |
| Igrzyska olimpijskie      |         |
| WTA Tour Championships    |         |
| od 2021                   |         |
| WTA 1000 (obowiązkowe)    |         |
| WTA 1000 (nieobowiązkowe) |         |
| WTA 500                   |         |
| WTA 250                   |         |
| WTA 125                   |         |

### Gra podwójna 1 (0–1)
| Końcowy wynik | Nr | Data                 | Turniej  | Nawierzchnia | Partnerka           | Przeciwniczki               | Wynik finału      |
| ------------- | -- | -------------------- | -------- | ------------ | ------------------- | --------------------------- | ----------------- |
| Finalistka    | 1. | 21 października 2023 | Monastyr | Twarda       | Natalija Stevanović | Sara Errani Jasmine Paolini | 6:2, 6:7(4), 6–10 |

## Wygrane turnieje rangi ITF
| turnieje z pulą nagród 100 000 $ (W100) |
| turnieje z pulą nagród 80 000 $ (W80)   |
| turnieje z pulą nagród 60 000 $ (W75)   |
| turnieje z pulą nagród 40 000 $ (W50)   |
| turnieje z pulą nagród 25 000 $ (W35)   |
| turnieje z pulą nagród 15 000 $ (W15)   |

### Gra pojedyncza
|    | Data       | Turniej | ($)    | Naw.   | Finalistka           | Wynik         |
| 1. | 09/05/2021 | Salinas | 25 000 | twarda | Carol Zhao           | 7:5, 6:1      |
| 2. | 27/06/2021 | Porto   | 25 000 | twarda | Anastasija Tichonowa | 6:4, 6:3      |
| 3. | 06/11/2022 | Sydney  | 25 000 | twarda | Petra Hule           | walkower      |
| 4. | 26/03/2023 | Maribor | 40 000 | twarda | Clara Tauson         | 6:4, 3:6, 6:4 |